# Ama, Louisiana
Ama är en ort i Saint Charles Parish i delstaten Louisiana, USA.